# 김면
김면(金沔, 1541년 ~ 1593년)은 조선 중기의 학자이자 의병장으로 본관은 고령, 자는 지해(志海), 호는 송암(松庵)으로 임진왜란 조선 3대 의병장으로 꼽힌다.

## 생애
퇴계 이황의 밑에서 성리학을 연마해 많은 제자들을 가르쳤고 효렴으로 천거되어 참봉이 되었으나 사퇴하였다. 재천거로 공조좌랑에 임명되었으나 다시 사퇴하였고 임진왜란이 일어나자 조종도, 곽준, 문위 등과 함께 거창과 고령 등지에서 의병을 모아 군사를 일으켰다. 우척현 전투에서 첫 승리를 거두고 진주 목사 김시민과도 함께 지례 전투에서 적병 10만 명을 격퇴하였다. 그 공으로 합천 군수가 되었고 무계 전투에서도 승리해 1593년 경상우도병마절도사가 되어 충청도와 전라도의 의병들을 모아 금산과 개령으로 진주해 선산의 왜군을 공격하려던 준비를 할 때 갑작스럽게 병사했다. 저서에 《송암실기(松庵實記)》가 있다.